# Винтер, Эндрю
Эндрю Винтер (англ. Andrew Wynter) (1819, Бристоль — 12 мая 1876, Лондон) — английский врач и писатель.

## Биография
Родился в 1819 году в Бристоле. Изучал медицину в больнице Св. Георгия, затем уехал на практику в Лондон.
В 1845-1860 гг. — редактор «British Medical Journal».
С 1853 года — доктор медицинских наук.
С 1861 года — член Коллегии врачей.
Винтер стал известен благодаря своим статьям на научные темы, которые публиковал в таких авторитетных журналах, как «Frazer», «Edinburgh Review», «London Review», «Once of Week» и «Good Words». Многие из его докладов и статей были собраны и переизданы как полноценные книги.
Как врач, Винтер специализировался на безумии и психических расстройствах, а пациентов он принимал даже в своём лондонском доме в районе Chiswick, где и скончался 12 мая 1876 года.

## Основные работы Винтера
- «Pictures of Town from my Mental Camera» (1855);
- «Odds and Ends from an Old Drawer» (1855);
- «Curiosities of Civilisation: being Essays from the Quarterly and Edinburgh Reviews» (1860);
- «Our Social Bees: Pictures of Town and Country, and other Essays» (1861).